# Thi Bui
Thi Bui (* 1975 in Saigon) ist eine US-amerikanische Illustratorin und Comicautorin vietnamesischer Abstammung. Bekanntheit erlangte sie für ihren 2017 erschienenen autobiographischen Comic The Best We Could Do.

## Biographie
Thi Bui wurde im früheren Saigon geboren, drei Monate vor dem Fall Saigons während des Vietnamkriegs. Sie ist eines von sechs Kindern, zwei ihrer älteren Geschwister starben bereits vor ihrer Geburt. Bui und ihre Familie flohen über Malaysia in die USA, wo ihnen 1978 Asyl gewährt wurde. Bui arbeitete als Lehrerin für Kunst und Digitale Medien in Schulen in New York und Oakland. Sie war Gründungsmitglied der Oakland International High School, der ersten staatlichen High School für eingewanderte, englischlernende Kinder in Kalifornien. Seit 2015 arbeitet sie am California College of the Arts.

## Veröffentlichungen (Auswahl)
- 2017: The Best We Could Do (Autorin und Illustratorin)
- 2017: A Different Pond (Text von Bao Phi)
- 2018: Displaced: Refugee Writers on Refugee Lives
- 2018: Refugee to Detainee: How the U.S. is Deporting Those Seeking a Safe Haven[3]
- 2019: Chicken of the Sea, San Francisco, McSweeney's Publishing (als Illustratorin mit Hien Bui-Stafford)
- 2020: In/Vulnerable: Inequity in the time of pandemic  (als Illustratorin)[4]

## Auszeichnungen
- The Best We Could Do
  - 2017: UCLA's Common Book[5]
  - 2017: National Book Critics Circle finalist[6]
  - 2018: American Book Award[7]
  - 2018: Eisner Award (Finalistin)[8]
- A Different Pond
  - 2017: Caldecott Honor[9]